# Кодекс 060
Кодекс 060 (Gregory-Aland), ε 13 (von Soden) — унциальный манускрипт Нового Завета на греческом языке, палеографически датирован VI веком.

## Особенности рукописи
Рукопись содержит текст Евангелии от Иоанна (14,14-17.19-21.23-24.26-28), расположен на фрагменте одного пергаментого листа (14 x 12 см). Текст на листе расположен в двух колонках, по 24 строки. 
Греческий текст рукописи Аланд включил до III категории. 
В настоящее время рукопись хранится в Государственном музее Берлина (P. 5877) в Берлине.